# کارایتیوو (پوتالام)
کارایتیوو (به لاتین: Karaitivu) یک منطقهٔ مسکونی در سری‌لانکا است که در ناحیه پوتالام واقع شده‌است.